# Hirtelen 70
A Hirtelen 70 vagy Mack és Rita (eredeti cím: Mack & Rita) 2022-ben bemutatott amerikai filmvígjáték, amelyet Katie Aselton rendezett. A főbb szerepekben Diane Keaton, Taylour Paige, Elizabeth Lail, Loretta Devine és Amy Hill látható.
Amerikában 2022. augusztus 12-én, míg Magyarországon 2023. március 2-án mutatták be a mozikban.

## Cselekmény
A harmincéves Mack Martin vonakodva csatlakozik legjobb barátnője, Carla Palm Springs-i lánybúcsújához, de aztán úgy dönt, hogy nem megy el az eseményre. Ehelyett talál egy sátrat, és egy múltbéli regressziót végez, és hetvenéves önmagaként köt ki. A mások elvárásainak kényszere alól felszabadulva Rita magára talál, és a közösségi média valószínűtlen szenzációjává válik, és kezdetleges románcot kezd Mack kutyaszitterével, Jackkel.

## Szereplők
| Szerep                          | Színész                   | Magyar hang        | Magyar hang         |
| Szerep                          | Színész                   | ADS Service        | SPI International   |
| ------------------------------- | ------------------------- | ------------------ | ------------------- |
| Mackenzie "Mack" Martin / "Rita | Diane Keaton              | Bánsági Ildikó     | Bánsági Ildikó      |
| Mackenzie "Mack" Martin / "Rita | Elizabeth Lail (fiatalon) | Dobó Enikő         | Dobó Enikő          |
| Carla                           | Taylour Paige             | Ágoston Katalin    | Bogdányi Titanilla  |
| Carla                           | Ayla Rae Nael (fiatalon)  |                    | Rostás Luca         |
| Jack                            | Dustin Milligan           | Geri Tamás         | Pál Tamás           |
| Luca                            | Simon Rex                 | Schmied Zoltán     | Seder Gábor         |
| Sharon                          | Loretta Devine            | Halász Aranka      | Kocsis Mariann      |
| Angela                          | Wendie Malick             | Kovács Nóra        | Farkasinszky Edit   |
| Betty                           | Lois Smith                | Bókai Mária        | Menszátor Magdolna  |
| Carol                           | Amy Hill                  | Zsurzs Kati        | Bókai Mária         |
| Cheese                          | Martin Short (hang)       | Fehér Tibor        |                     |
| Urth                            | Nicole Byer               | Kocsis Mariann     | Garami Mónika       |
| Stephanie                       | Patti Harrison            | Bogdányi Titanilla | Bérces Gabriella    |
| Sunita                          | Aimee Carrero             | Gáspár Kata        | Hermann Lilla       |
| Ali                             | Addie Weyrich             | Gyöngy Zsuzsa      | Gulás Fanni         |
| Martin nagyi                    | Catherine Carlen          | Menszátor Magdolna | Csizmadia Gabriella |

### Magyar változat
ADS Service
- Bemondó: Galambos Péter
- Magyar szöveg: Pipó László
- Hangmérnök és vágó: Takács György
- Gyártásvezető: Farkas Márta
- Szinkronrendező: Kertész Andrea
- Produkciós vezető: Witzenleiter Kitti

A szinkront a Direct Dub Studios készítette el.
SPI International
- Bemondó: Kisfalusi Lehel
- Magyar szöveg: Baán Szilvia
- Hangmérnök és vágó: Magán Olivér
- Gyártásvezető: Baranyai Zsuzsanna Kinga
- Szinkronrendező: Gulás Fanni

A szinkront a Labor Film Szinkronstúdió készítette el.

## A film készítése
A film fejlesztése eredetileg 2020 januárjában kezdődött, de a koronavírus világjárvány kitörése miatt félbeszakadt. Még 2020 októberében Alex Saks producer megkereste Katie Aselton rendezőt, mondván, hogy körülbelül 500 000 dollárnyi támogatást szerzett. 2021 márciusában bejelentették, hogy Diane Keaton, Elizabeth Lail, Taylour Paige, Dustin Milligan, Simon Rex, Nicole Byer, Patti Harrison, Loretta Devine, Wendie Malick, Lois Smith és Amy Hill csatlakozott a film szereplőgárdájához, a forgatókönyvet pedig Madeline Walter és Paul Welsh írta.
A forgatás 2021. március 25-én kezdődött és 2021. április 23-án fejeződött be Los Angelesben.